# Bridgeport (Connecticut)
Bridgeport ist mit 148.654 Einwohnern (Volkszählung 2020, U.S. Census Bureau) die größte Stadt im US-Bundesstaat Connecticut und war bis 1960 Sitz der Verwaltung von Fairfield County. Das Stadtgebiet hat eine Größe von 50,2 km².
Teile der Altstadt sind als Bridgeport Downtown North Historic District und Bridgeport Downtown South Historic District im National Register of Historic Places eingetragen und stehen unter Ensembleschutz.

## Geschichte
Die Firma Remington, bekannter Hersteller von Metalllegierungen und Waffen, wurde dort am 9. August 1867 gegründet, was der Stadt während der Russischen Revolution und in den beiden Weltkriegen ein enormes wirtschaftliches Wachstum bescherte.
In Bridgeport fand am 14. August 1901 der erste bemannte Motorflug durch den deutschen Flugzeugpionier Gustav Weißkopf statt.
55 Bauwerke und Bezirke in der Stadt sind insgesamt im National Register of Historic Places (NRHP) eingetragen (Stand 26. November 2020), darunter 22 Historic Districts, der Beardsley Zoo, das Fairfield County Courthouse, die Bridgeport City Hall, drei Synagogen, drei Kirchen, drei Schiffswracks, zwei Leuchttürme und das Barnum Museum, das sich Leben und Werk von P. T. Barnum widmet.

## Bevölkerungsentwicklung

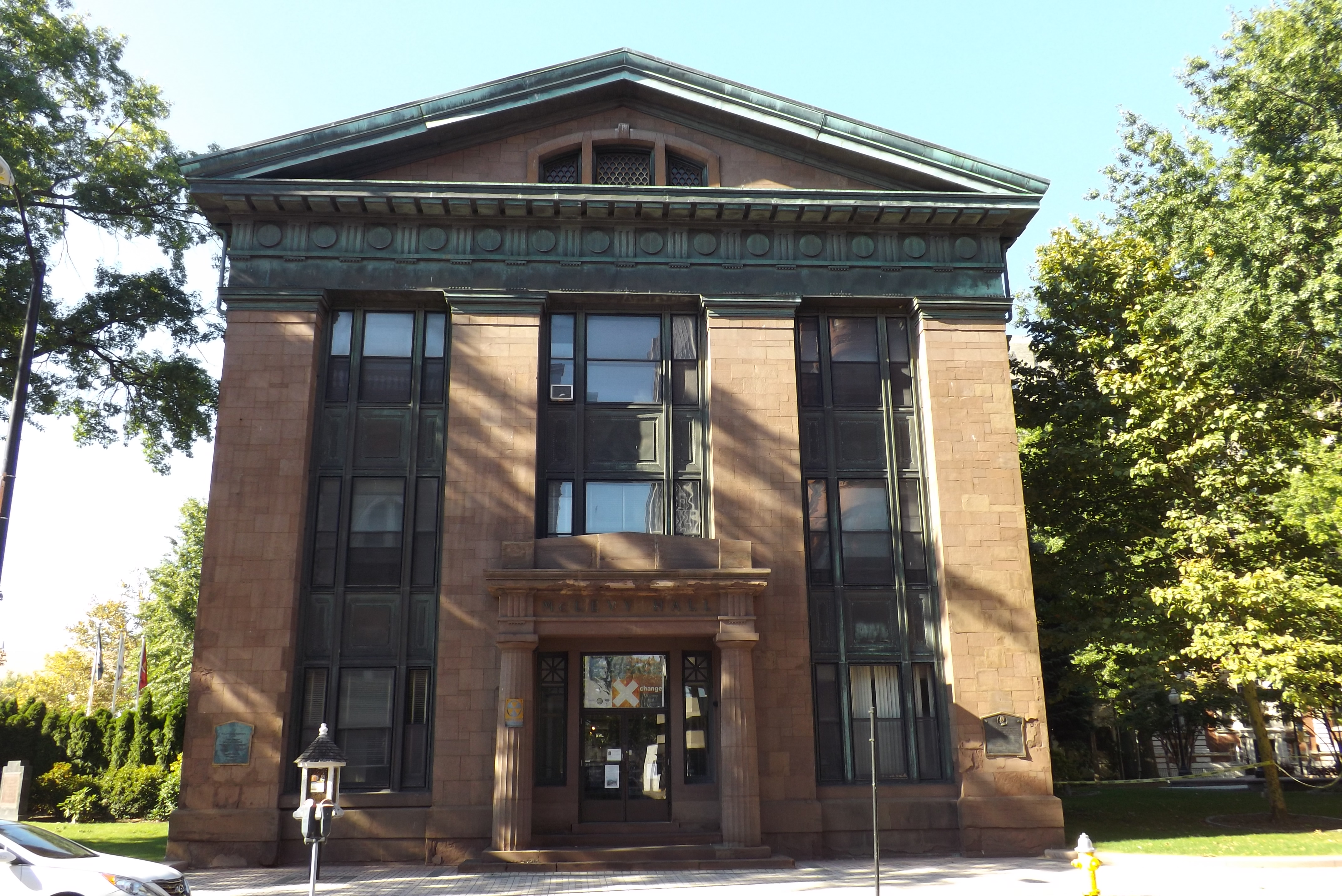
Die 1854 errichtete Bridgeport City Hall ist seit September 1977 im National Register of Historic Places eingetragen.

| - 1830: 02.800 - 1840: 04.570 - 1850: 07.560 - 1860: 13.299 - 1870: 19.835 | - 1880: 029.148 - 1890: 048.866 - 1900: 070.996 - 1910: 102.054 - 1920: 143.555 | - 1930: 146.716 - 1940: 147.121 - 1950: 158.709 - 1960: 156.748 - 1970: 156.542 | - 1980: 142.546 - 1990: 141.686 - 2000: 139.529 - 2010: 144.229 - 2020: 148.654 |

## Religion
Bridgeport ist Sitz des römisch-katholischen Bistums Bridgeport. Bischofskirche ist die St. Augustine Cathedral. Sie wurde 1868 als Pfarrkirche fertig gestellt und 1953 mit der Gründung des Bistums zur Kathedrale erhoben.

## Schulen
| - Aquaculture School - Barnum School - Bassick High School - Beardsley School - Black Rock School - Bridgeport Learning Center - Central High School - Columbus School - Curiale School - Dunbar School - Edison School - Florence E. Blackham School - Garfield School - Hall School - Hallen School - Harding High School - High Horizons Magnet School - Hooker School | - Howe School - John Winthrop School - Longfellow School - Luis Munoz Marin School - Madison School - Maplewood School - McKinley School - Multicultural Magnet School - Newfield School - Notre Dame Catholic High School - Park City Magnet School - Read School - Roosevelt School - Skane School - Waltersville School - Webster School 0 - University of Bridgeport |

## Wirtschaft
Die Metropolregion von Bridgeport erbrachte 2016 ein Bruttoinlandsprodukt von 102,4 Milliarden US-Dollar und belegte damit Platz 37 unter den Großräumen der USA. Die Arbeitslosenquote in der Metropolregion betrug 4,2 Prozent und lag damit leicht über dem nationalen Durchschnitt von 3,8 Prozent (Stand: März 2018). Das persönliche Pro-Kopf Einkommen liegt 2016 bei 106.666 Dollar, womit Bridgeport das höchste Einkommensniveau unter allen Metropolregionen des Landes hat.

## Verkehr
Die Interstate 95, der Merritt Parkway, die Connecticut Routes 8 und 25, die US Route 1 und die Boston Post Road durchqueren die Stadt. Es gibt eine Fährverbindung nach Port Jefferson im US-Bundesstaat New York. Die Züge der Eisenbahnlinien Amtrak und Metro North halten im Bahnhof von Bridgeport.

## Stadion
Die Bridgeport Arena at Harbor Yard ist eine Mehrzweckhalle, die eine Sitzkapazität für 8281 Personen hat. Dort werden die Heimspiele des Eishockeyteams Bridgeport Islanders ausgetragen. Die Arena wurde am The Ballpark at Harbor Yard erbaut.

## Klimatabelle
|                       | Jan  | Feb  | Mär  | Apr  | Mai  | Jun  | Jul  | Aug  | Sep  | Okt  | Nov  | Dez  |   |         |
| Mittl. Tagesmax. (°C) | 2,2  | 3,1  | 7,9  | 13,7 | 19,3 | 24,4 | 27,6 | 27,2 | 23,4 | 17,8 | 11,7 | 5,0  | ⌀ | 15,3    |
| Mittl. Tagesmin. (°C) | −5,6 | −4,9 | −0,6 | 4,3  | 10,0 | 15,1 | 18,7 | 18,4 | 14,2 | 8,4  | 3,4  | −2,4 | ⌀ | 6,6     |
|                       |      |      |      |      |      |      |      |      |      |      |      |      |   |         |
| Niederschlag (mm)     | 82,3 | 76,5 | 95,3 | 95,3 | 99,8 | 87,9 | 96,0 | 82,6 | 78,0 | 79,0 | 96,8 | 88,9 | Σ | 1.058,4 |
|                       |      |      |      |      |      |      |      |      |      |      |      |      |   |         |
| Regentage (d)         | 8,1  | 7,5  | 9,0  | 7,9  | 9,1  | 8,4  | 7,0  | 7,3  | 6,6  | 6,1  | 8,4  | 9,2  | Σ | 94,6    |

| −5,6 |

| −4,9 |

| −0,6 |

| 4,3 |

| 10,0 |

| 15,1 |

| 18,7 |

| 18,4 |

| 14,2 |

| 8,4 |

| 3,4 |

| −2,4 |

| −5,6 |

| −4,9 |

| −0,6 |

| 4,3 |

| 10,0 |

| 15,1 |

| 18,7 |

| 18,4 |

| 14,2 |

| 8,4 |

| 3,4 |

| −2,4 |

## Persönlichkeiten

### Söhne und Töchter der Stadt
- Samuel Simons (1792–1847), Politiker
- Henry Sherwood (1813–1896), Politiker
- Theodore Judah (1826–1863), Eisenbahnbauingenieur, Initiator der Central Pacific Railroad
- Charles Stratton (1838–1883), Zirkuskünstler und Schauspieler
- Samuel Sanford (1849–1910), Pianist und Musiklehrer
- Wilbur Scoville (1865–1942), Pharmakologe
- Alfred Fones (1869–1938), Zahnarzt
- Allan Briggs (1873–1951), Sportschütze
- Marcia Mead  (1879–1967), Architektin und erste Frau mit einem Abschluss an der School of Architecture der Columbia University
- Clifford B. Wilson (1879–1943), Politiker
- Lilian Westcott Hale (1880–1963), Malerin
- Harry Porter (1882–1965), Hochspringer
- B. P. Schulberg (1892–1957), Filmproduzent
- Howard Cann (1895–1992), Kugelstoßer und Basketballtrainer
- Robert A. Hurley (1895–1968), Politiker
- James C. Shannon (1896–1980), Politiker
- Roy Neuberger (1903–2010), Kunstmäzen
- Michael Fleischer (1908–1998), Mineraloge
- Alfred Gilman senior (1908–1984), Pharmakologe
- Edwin Herbert Land (1909–1991), Physiker
- William Higinbotham (1910–1994), Physiker
- Jerome Namias (1910–1997), Meteorologe
- Barbara McDermott (1912–2008), Überlebende des Lusitania-Untergangs
- Arline Judge (1912–1974), Schauspielerin und Sängerin
- Samuel J. Tedesco (1915–2003), Politiker
- Melio Bettina (1916–1996), Halbschwergewichtsboxer
- Adriana Caselotti (1916–1997), Sängerin und Synchronsprecherin
- Robert W. Lowndes (1916–1998), Science-Fiction-Autor und -Herausgeber
- Charles Schnee (1916–1963), Drehbuchautor und Filmproduzent
- Albert Lester Lehninger (1917–1986), Biochemiker und Professor für Physiologische Chemie
- Robert Mitchum (1917–1997), Schauspieler
- Fay Honey Knopp (1918–1995), Bürgerrechts- und Friedensaktivistin sowie Gefängnis-Abolitionistin
- John Mitchum (1919–2001), Schauspieler
- Julius Boros (1920–1994), Berufsgolfspieler
- Eric Blau (1921–2009), Schriftsteller
- Edward B. Krause (1921 oder 1922–1987), Unternehmer
- Edward Warren Miney (1926–2006), Dämonologe
- Joe Killian (1927–2013), Jazzmusiker
- Lorraine Warren (1927–2019), Dämonologin und Parapsychologin
- Dan Curtis (1928–2006), Filmregisseur und Film- und Fernsehproduzent
- Alfred James Jolson (1928–1994), Bischof der römisch-katholischen Kirche
- Dolly Houston (1930–1995), Pop- und Jazzsängerin
- Maureen Howard (1930–2022), Schriftstellerin
- Frank Shea (1930–2024), Schlagzeuger
- Oliver Wight (1930–1983), Pionier der ERP-Entwicklung
- Ronnie Bedford (1931–2014), Jazz-Schlagzeuger
- Wayne Moore (1931–2015), Schwimmer
- Holly Solomon (1934–2002), Kunsthändlerin und Schauspielerin
- Larry Kramer (1935–2020), Autor und Dramatiker
- Tony Musante (1936–2013), Schauspieler
- Big Bill Bissonnette (1937–2018), Jazzmusiker und Musikproduzent
- Brian Dennehy (1938–2020), Schauspieler
- Angus MacLise (1938–1979), Schlagzeuger, Komponist, Dichter und bildender Künstler
- George Stambolian (1938–1991), Romanist, Herausgeber schwuler Literatur und Journalist
- Robert Kowalski (* 1941), Informatiker und Logiker
- Richard Delvy (1942–2010), Schlagzeuger und Produzent
- Paul Leka (1943–2011), Songwriter, Pianist und Arrangeur
- Richard Belzer (1944–2023), Schauspieler
- Carmen Caramanica (1945–2023), Jazzmusiker
- Calvin Hill (* 1945), Jazzmusiker
- Joseph Selling (* 1945), römisch-katholischer Theologe
- Terry Morse (* 1946), Biathlet
- John Q. Trojanowski (1946–2022), Neuropathologe
- John Ratzenberger (* 1947), Schauspieler
- Bill Smitrovich (* 1947), Schauspieler
- Paul Allen Catlin (1948–1995), Mathematiker
- Art Baron (* 1950), Jazzposaunist
- Kurt Schrader (* 1951), Politiker
- Rick Sternbach (* 1951), Illustrator bei Star Trek
- Vinnie Vincent (* 1952), Rockgitarrist
- Edward J. Heske (* 1953), Mammaloge
- Mike LeDonne (* 1956), Jazzpianist
- Roger MacBride Allen (* 1957), Science-Fiction-Schriftsteller
- Seth Bauer (* 1959), Ruderer
- Marnie Weber (* 1959), Künstlerin
- Joe Berlinger (* 1961), Dokumentarfilmer
- Rebecca Solnit (* 1961), Schriftstellerin, Journalistin, Essayistin und Kulturhistorikerin
- Jeff Parker (* 1967), Gitarrist
- John Mayer (* 1977), Gitarrist/Singer-Songwriter
- Laura Tătulescu (* 1981), Opernsängerin
- Peter Zingoni (* 1981), Eishockeyspieler
- Alexandra Breckenridge (* 1982), Schauspielerin
- Julie Chu (* 1982), Eishockeyspielerin und -trainerin
- Deja Kreutzberg (* 1982), Schauspielerin
- Kyle Soller (* 1983), Theater-, Filmschauspieler und Synchronsprecher
- Tiffany Weimer (* 1983), Fußballspielerin
- Manya Makoski (* 1984), Fußballspielerin
- Alyssa Naeher (* 1988), Fußballspielerin
- Justin Quiles (* 1990), puerto-ricanischer Reggaeton-Musiker und Rapper

### Sonstige
- Der Zirkusinhaber Phineas Taylor Barnum war in den 1870er Jahren zweimal Bürgermeister von Bridgeport.